# Conacul Străjescu
Conacul Străjescu este o clădire amplasată în Văscăuți, raionul Florești, Republica Moldova. Este un monument arhitectural de importanță națională inclus în Registrul monumentelor Republicii Moldova ocrotite de stat cu nr. 329 (raionul Camenca). Datează din jum. I a sec. XIX.